# Halcurias japonicus
Halcurias japonicus is een zeeanemonensoort uit de familie Halcuriidae. De anemoon komt uit het geslacht Halcurias. Halcurias japonicus werd in 2004 voor het eerst wetenschappelijk beschreven door Uchida. 